# Kathleen Parlow

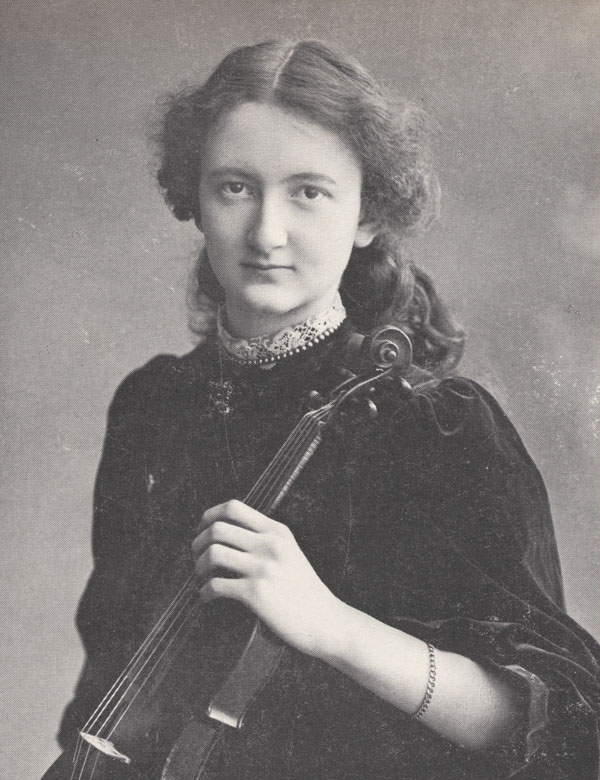
Kathleen Parlow (1905)

Kathleen Parlow (* 20. September 1890 in Calgary; † 11. August 1963 in Oakville) war eine kanadische Geigerin und Musikpädagogin.

## Leben
Parlows Mutter, die selbst Geige spielte, brachte sie im Alter von vier Jahren nach San Francisco, wo sie zunächst Unterricht bei ihrem Cousin Conrad Coward, später bei dem Engländer Henry Holmes, einem Schüler Louis Spohrs hatte. Im Alter von sechs Jahren gab sie ihr erstes Konzert.
1905 ermöglichte ihr Holmes eine Reise nach London, wo sie mit dem London Symphony Orchestra Beethovens Violinkonzert aufführte und den gleichaltrigen Geiger Mischa Elman kennenlernte. Um ihre Ausbildung bei dessen Lehrer Leopold Auer fortzusetzen, reiste sie mit finanzieller Unterstützung aus einer Stiftung des Lord Strathcona nach Sankt Petersburg, wo sie als erste ausländische Studentin an das Sankt Petersburger Konservatorium aufgenommen wurde.
Sie lernte in dieser Zeit Alexander Glasunows Violinkonzert kennen, das sie in ihr Repertoire aufnahm, gab neun Konzerte in Sankt Petersburg, trat mit dem Sinfonieorchester Helsinki unter Leitung von Robert Kajanus auf und lernte Jean Sibelius kennen. Mit ihrem Debüt in Berlin 1907 begannen ihre ausgedehnten Konzertreisen als Violinvirtuosin durch Europa, wobei sie im Sommer jeweils ihren Unterricht bei Auer fortsetzte. 1908 lernte sie in Norwegen Einar Björnson kennen, der ihr Gönner wurde und ihr die Viotti, ein berühmtes Instrument des Geigenbauers Guarneri zur Verfügung stellte.
1910–1911 unternahm Parlow eine Konzertreise durch die USA und Kanada, bei der sie u. a. mit dem New York Symphony Orchestra unter Walter Damrosch auftrat. Danach kehrte sie nach England zurück und ließ sich in Meldreth nahe Cambridge nieder. Von hier aus unternahm sie weiterhin Konzertreisen durch Nordamerika, wo sie 1912 erstmals mit dem Pianisten Ernesto Consolo auftrat und 1920 ihren ersten Rundfunkauftritt hatte, und durch Europa. In den 1920er Jahren trat sie u. a. in Honolulu, Japan, Singapore und China, auf Java und den Philippinen auf.
1926 verließ Parlow Europa und lebte bis 1936 in San Francisco und bis 1940 in New York. Nach einem Nervenzusammenbruch 1927 gab sie ihre Konzerttätigkeit – bis auf eine Abschiedstournee 1929 durch Mexiko – weitgehend auf. Sie unterrichtete von 1929 bis 1936 am Mills College in Oakland, gab von 1935 bis 1941 Sommerkurse in Pittsfield und gründete dort das South Mountain Quartet.
Nach einer Konzertreihe 1939–1940 in Toronto erhielt Parlow einen Lehrauftrag am Toronto Conservatory of Music. Sie trat hier als Kammermusikerin im Duo mit Ernest MacMillan, Leo Barkin und später Mario Bernardi und mit dem Canadian Trio (mit Ernest MacMillan und Zara Nelsova) auf und gründete das Parlow String Quartet. Ab 1959 unterrichtete sie am Konservatorium von London (Ontario).
Zu Parlows zahlreichen Schülern zählten Andrew Benac, Charles Dobias, Victor Feldbrill, Sydney Humphreys, Gerhard Kander, Morry Kernerman, John Montague, Joseph Pach, Rowland Pack, James Pataki, Clara Schranz und Erica Zentner und in den USA Marilyn Doty, Marjorie Edwards und Miriam Solovieff. Nach ihrem Tod stiftete die University of Toronto ein Kathleen-Parlow-Stipendium. Die CBC sendete 1982 unter dem Titel Kathleen Parlow, a virtuoso's life eine dreiteilige Dokumentation über ihr Leben.